# Asso di picche - Operazione controspionaggio
Asso di picche - Operazione controspionaggio è un film del 1965 diretto da Nick Nostro.

## Trama
L'agente segreto Asso di Picche è improvvisamente incaricato dalla I.S., organizzazione di controspionaggio al servizio di interessi non facilmente identificabili, di scoprire con ogni mezzo uomini e forze che agiscono per la realizzazione di un piano criminale che vorrebbe arrivare al dominio sul mondo mediante la distruzione operata, se fosse necessario, anche con armi atomiche. La missione si presenta difficile perché gli avversari non si fermano davanti a nessuna difficoltà, pur di conseguire il loro scopo. Asso di Picche però, anche se praticamente solo, affronta ogni pericolo e risolve sempre in modo brillante anche le situazioni più drammatiche. Dopo di aver sfiorato parecchie volte la morte, Asso di Picche scopre la località dove è celata la centrale atomica e, innescando una bomba ad orologeria, riesce a distruggerla sventando i piani criminosi della potenza che l'aveva ideata.